# You the Boss
You the Boss (Você o Chefão em inglês) é um single do rapper estadunidense Rick Ross, publicado como o primeiro single de seu quinto álbum de estúdio, God Forgives, I Don't, em 7 de outubro de 2011, ao mesmo tempo em que I Love My Bitches. Tem a colaboração da rapper Nicki Minaj.

## Faixas
Download digital
1. You the Boss (featuring Nicki Minaj) - 4:40

## Desempenho nas paradas
| Classificação (2011)             | Melhor posição |
| -------------------------------- | -------------- |
| US Billboard Hot 100             | 67             |
| US R&B/Hip-Hop Songs (Billboard) | 6              |
| US Rap Songs (Billboard)         | 11             |